# Tāreq al-Mollā
Tāreq al-Mollā (in arabo طارق الملا‎?; 1962) è un politico e ingegnere egiziano, dal 19 settembre 2015 ricopre il ruolo di ministro del petrolio.

## Biografia
Studia ingegneria meccanica all'Università del Cairo, dove si laurea nel 1982. Dal 1987 al 2010 lavora alla Chevron come responsabile delle vendite e membro del consiglio d'amministrazione, ricoprendo anche il ruolo di direttore operativo dal 1998 per dieci anni. Nel 2010 si sposta in Sudafrica per svolgere l'incarico di responsabile della direzione regionale della Chevron in Africa e Medio Oriente.
Nel gennaio 2011 entra come responsabile del commercio internazionale nell'Egyptian General Petroleum Corporation (EGPC), occupandosi in seguito anche del commercio interno. Nell'agosto 2013 è nominato a capo della EGCP, fino ad ottenere l'incarico di ministro dal suo predecessore, Sherif Ismail, nel settembre 2015.